# Desperados - Wanted Dead or Alive
Desperados - Wanted Dead or Alive är ett datorspel som utspelar sig i New Mexico år 1881. Spelet är utvecklat av Spellbound Entertainment och släpptes 2001. ==Handling==
Många tåg har rånats i New Mexico och John Cooper får i uppdrag att fånga rånarna, ledda av mästerskurken El Diablo, död eller levande. Han börjar med att samla ihop sitt gäng: Sam, Doc och Kate. Under spelets gång ansluter sig Sanchez och en liten kinesisk flicka som heter Mia.

## Spelmekanism
Spelet är i 3D med betrakarvinkel snett uppifrån. I början av spelet kan man bara kontrollera John Cooper men karaktärsgalleriet växer allt eftersom handlingen fortsätter. Spelet går ut på att spela både strategiskt och taktiskt. Till sin hjälp kan man se vart fienden tittar, om till exempel denne har lagt märke till spelaren.
Det har kommit en uppföljare till spelet, Desperados 2 Coopers Revenge.